# Erlend Loe
Erlend Loe (* 24. květen 1969, Trondheim) je norský spisovatel. Debutoval v roce 1993 knihou Tatt av Kvinnen. O rok později mu vyšla knížka pro děti Fisken o řidiči kamionu Kurtovi. Loeho styl psaní bývá označován jako naivní, často využívá humor a ironii.

### Romány a novely
- Tatt av kvinnen (1993)
- Naiv. Super (1996); český překlad (Naivní. Super) Kateřina Krištůfková, vydal Doplněk 2005
- L (1999)
- Fakta om Finland (2001); český překlad (Fakta o Finsku) Kateřina Krištůfková, vydal Vakát 2007, 2011
- Doppler (2004); český překlad (Doppler) Kateřina Krištůfková, vydal Vakát 2009
- Volvo Lastvagnar (2005)
- Muleum (2007)
- Stille dager i Mixing Part (2009); český překlad (Tiché dny v Mixing Part) Kateřina Krištůfková, vydal Vakát 2010
- Fvonk (2011)
- Vareopptelling (2013)

### Další práce
- Fisken (1994), dětská kniha; český překlad (Ryba) Daniela S. Zounková, vydal Baobab 2009
- Maria & José (1994), obrázková kniha
- Bokstavene våre (1994)
- Kurt blir grusom (1995), dětská kniha; český překlad (Kurtovi přeskočilo) Daniela S. Zounková, vydal Baobab 2012
- Den store røde hunden (1996), dětská kniha
- Kurt quo vadis? (1998), dětská kniha
- Detektor (2000), filmový scénář
- Jotunheimen, bill.mrk. 2469 (2001), text k fotografiím Bard Loken
- Kurt koker hodet (2003), divadelní hra, adaptovaná i jako dětská kniha
- Pingvinhjelpen (2006), divadelní hra
- Organisten (2006), spolu s Petterem Amundsenem, literatura faktu
- Kurtby (2008), dětská kniha
- Påskemysterium (2009)
- Nord (2009), filmový scénář
- En helt vanlig dag på jobben (2010), filmový scénář
- Kurt kurér (2010), dětská kniha
- Rumpemelk fra Afrika (2012)